# Mathis Keïta
Mathis Keita est un joueur français de basket-ball né à Thionville le 15 janvier 1992. Il évolue au poste de meneur.

## Biographie
Après avoir effectué des débuts professionnels prometteurs à l'ALM Évreux Basket en Pro B, Mathis Keita rejoint en juin 2016 le BCM Gravelines-Dunkerque. L'année suivante, il retourne en Pro B à Roanne retrouvant son ancien entraîneur à Évreux Laurent Pluvy. Ensemble, ils atteignent une nouvelle fois la finale des playoffs de Pro B et deviennent champion de France Pro B en 2019.
Il est le neveu d'Ahmadou Keïta.
En janvier 2021, Roanne et Keïta rompent le contrat qui les unit. Il rejoint rapidement le Poitiers Basket 86, un club de seconde division.

## Parcours universitaire
- 2009 - 2010 :  Centre fédéral
- 2010 - 2012 :  Bulldogs de Gonzaga (NCAA I)
- 2012 - 2014 :  Crimson Hawks de l'université d'Indiana en Pennsylvanie (NCAA II)

## Clubs successifs
- 2014 - 2016 :  ALM Évreux Basket (Pro B)
- 2016 - 2017 :  BCM Gravelines-Dunkerque (Pro A)
- 2017 - 2021 :  Chorale de Roanne (Pro B puis Jeep Élite)
- 2021 :  Poitiers Basket 86 (Pro B)
- 2021 - 2022 :  SLUC Nancy (Pro B)
- Depuis 2022 :  Champagne Basket (Pro B)

## Palmarès
- Champion de France Pro B en 2019 et 2022
- Finaliste des playoffs Pro B en 2016 et 2018
- Leaders Cup de Pro B 2019